# ناصر بن حمد آل خليفة
الشيخ ناصر بن حمد بن عيسى آل خليفة (مواليد 8 مايو 1987 ) عسكري ورياضي بحريني، يشغل حالياً منصب مستشار الأمن الوطني قائد الحرس الملكي البحريني، أمين عام المجلس الدفاع الأعلى. ويتولى سموه منصب ممثل جلالة الملك للأعمال الأنسانية وشؤون الشباب  رئيس المجلس الأعلى للشباب والرياضة، وعُيّن رئيساً لمجلس إدارة شركة بابكو انرجيز (الشركة القابضة للنفط والغاز) ، كما يشغل سموه مناصب متعددة فهو رئيس الهيئة العليا للتنسيق والتعاون المالية، ونائب رئيس الهيئة العليا للصندوق الملكي لشهداء الواجب، نائب رئيس اللجنة العليا للثروات الطبيعية والأمن الاقتصادي، ورئيس مجلس أمناء المؤسسة الخيرية الملكية، بالإضافة إلى عضوية سموه في مجلس التنمية الاقتصادية، وتقلده الرئاسة الفخرية لمؤسسة ناصر بن حمد والاتحاد الملكي البحريني للفروسية وسباقات القدرة. هو الابن الرابع من الذكور للملك حمد بن عيسى آل خليفة ملك البحرين.

## من حياته
- في عام 2000 وبعد تأسيس للفريق الملكي للقدرة أصبح قائدًا له منذ تأسيسه، كما إنه منذ عام 2000 يتولى الرئاسة الفخرية للجنة البحرينية لسباق القدرة للخيل.
- في 22 مارس 2003 أصبح رئيسًا للاتحاد الملكي للفروسية وسباقات القدرة.
- في أغسطس 2006 أنهى دراسته في أكاديمية ساندهيرست العسكرية الملكية.
- في سبتمبر من عام 2007 حقق المركز السابع في بطولة أوروبا للقدرة في البرتغال.
- في 27 نوفمبر 2007 عُيّن رئيسًا لمجلس أمناء المؤسسة الخيرية الملكية.[1]
- في 23 أبريل 2008 عينه والده الملك حمد بن عيسى آل خليفة ملك البحرين عضوًا في مجلس التنمية الاقتصادية.[1]
- في 7 يونيو 2009 تم تزكيته رئيسًا للجنة الأولمبية البحرينية للدورة (2009 - 2013) وفي 11 يونيو 2013 تم تزكيته رئيسًا للجنة الأولمبية البحرينية للدورة (2013 - 2017) وفي 24 مايو 2017 تم تزكيته رئيسًا للجنة الأولمبية البحرينية للدورة (2017 - - 2020) ولاكنه شغل المنصب حتى 12 أبريل 2019.[1]
- في عام 2010 عُيّن نائبًا أول لرئيس المجلس الأعلى للشباب والرياضة، وفي 6 سبتمبر 2010 عُيّن رئيسًا للمجلس الأعلى للشباب والرياضة.[6]
- في 19 يونيو 2011 أصدر الملك حمد بن عيسى آل خليفة ملك البحرين أمراً ملكياً بترقيته إلى رتبة عقيد، كما قام بتعيينه قائدًا للحرس الملكي بقوة دفاع البحرين.[3]
- في 5 أكتوبر 2018 أصدر الملك حمد بن عيسى آل خليفة ملك البحرين أمراً ملكياً بترقيته إلى رتبة لواء.[14]
- في 17 أكتوبر 2019 أصدر الملك حمد بن عيسى آل خليفة ملك البحرين أمراً ملكياً بتعين اللواء الركن الشيخ ناصر بن حمد آل خليفة مستشارًا للأمن الوطني.[15]
- في 5 يوليو 2020، أصدر الملك حمد بن عيسى آل خليفة ملك البحرين أمرًا ملكيًّا بتعين الشيخ ناصر بن حمد آل خليفة أميناً عاماً لمجلس الدفاع الأعلى.
- في 23 أبريل 2021 أصدر الملك حمد بن عيسى آل خليفة ملك البحرين مرسوماً بتعين الشيخ ناصر بن حمد آل خليفة رئيساً لمجلس أدارة الشركة القابضة للنفط والغاز.
- في 30 أبريل 2023 أصدر الملك حمد بن عيسى آل خليفة ملك البحرين أمرًا ملكيًّا بترقيته إلى رتبة فريق ركن[16]

## أسرته
في 28 سبتمبر من عام 2009 تزوج من ابنة نائب رئيس الإمارات العربية المتحدة رئيس مجلس الوزراء وزير الدفاع حاكم إمارة دبي الشيخ محمد بن راشد آل مكتوم الشيخة شيخه، وأنجبا:
- الشيخة شيمة بنت ناصر آل خليفة (مواليد 16 يوليو 2010).
- الشيخ حمد بن ناصر آل خليفة (مواليد 6 يونيو 2012).
- الشيخ محمد بن ناصر آل خليفة (مواليد 6 يونيو 2012).
- الشيخ حمدان بن ناصر آل خليفة (مواليد 28 أكتوبر 2018).[17]
- الشيخ خالد بن ناصر آل خليفة (مواليد 15 فبراير 2022).[18]

## قصائده
- سلام العشق: من ألحان أحمد الهرمي و غناء الوسمي
- على البال: من ألحان فايز السعيد و غناء سلمان حميد
- هيام والسلطان: غناء راشد حنظل
- يا حبي افهم: غناء راشد الماجد
- ناديت وينك: غناء ماجد المهندس
- هتان: غناء ماجد المهندس
- بنت الخيال: غناء محمد عبده
- دروب الغلا : غناء عبدالمجيد عبدالله

## وصلات خارجية
- الحصان أم الحصانة: هل يفقد ناصر بن حمد حصانته؟
- رفع الحظر الإعلامي على قضية مرفوعة ضد المدعو ناصر الخليفة
- رسالة شخصية سنة 2012 من الناشط الحقوقي والنائب في البرلمان البريطاني جورج غالاوي لرئيس الوفد البحريني الأولمبي ناصر بن حمد آل خليفة بشأن اتهامات بالضلوع في التعذيب